# Saint-Germain-d'Arcé
Saint-Germain-d'Arcé is een gemeente in het Franse departement Sarthe (regio Pays de la Loire) en telt 358 inwoners (2004). De plaats maakt deel uit van het arrondissement La Flèche.

## Geografie
De oppervlakte van Saint-Germain-d'Arcé bedraagt 29,3 km², de bevolkingsdichtheid is 12,2 inwoners per km².
De onderstaande kaart toont de ligging van Saint-Germain-d'Arcé met de belangrijkste infrastructuur en aangrenzende gemeenten.

## Demografie
Onderstaande figuur toont het verloop van het inwonertal (bron: INSEE-tellingen).